# Ана Буцик
Ана Буцик (21 липня 1993 , Нова Гориця, Словенія ) — словенська гірськолижниця, призерка етапу Кубка світу. Спеціалізується на слаломних дисциплінах. Учасниця зимових Олімпійських ігор 2018 року.

## Спортивна кар'єра
У грудні 2009 року 15-річна Буцик вперше взяла участь у змаганнях під егідою FIS, а в лютому 2010 року змагалася на Європейському юнацькому олімпійському фестивалі. У Кубку світу вона дебютувала 16 січня 2010 року у гігантському слаломі в Мариборі, де зійшла з дистанції вже в першому заїзді. Першу перемогу в Кубку європейських чемпіонів здобула в лютому 2011 року. У березні 2011 року вона вперше стала чемпіонкою Словенії в суперкомбінації.
На чемпіонаті світу серед юніорів 2012 року в Роккаразо словенська гірськолижниця виборола золоту медаль в командних змаганнях. 26 листопада 2012 року вона вперше зійшла на п'єдестал пошани на етапі Кубка Європи, посівши третє місце в слаломі. Після кількох хороших результатів на початку сезону 2014—2015, вона взяла участь в етапі Кубка світу 13 грудня 2014 року в шведському Оре: у слаломі посіла 26-те місце й уперше набрала залікові бали.
6 та 7 січня 2016 року вона здобула свої перші перемоги на етапах Кубка Європи, двічі поспіль вигравши слалом у Зіналі. У сезоні 2016—2017 років Буцик поступово наближалася до еліти гірськолижного світу. Посівши сьоме місце в слаломі в Мариборі 8 січня 2017 року, вона вперше увійшла до десятки найкращих на етапі Кубка світу. 26 січня 2018 вона вперше зійшла на п'єдестал пошани на етапі Кубка світу в альпійській комбінації в Ленцергайде.
На зимових Олімпійських іграх у Південній Кореї, Ана змагалась у чотирьох дисциплінах: у слаломі фінішувала 24-ю, у гігантському слаломі — 21-ю, в комбінації — 11-ю й у командних змаганнях у складі Словенії стала 9-ю.
На чемпіонаті світу у шведському Оре у 2019 році, словенська спортсменка взяла участь у гігантському слаломі, де посіла підсумкове 31-ше місце, а в слаломі зійшла з дистанції в другій спробі. На чемпіонаті світу 2021 року в слаломі вона стала 9-ю.

## Результати в Кубку світу
Усі результати наведено за даними Міжнародної федерації лижного спорту.

### Підсумкові місця в Кубку світу за роками
| Сезон | Вік | Загальний залік | Слалом | Гігантський слалом | Супергігант | Швидкісний спуск | Гірськолижна комбінація |
| ----- | --- | --------------- | ------ | ------------------ | ----------- | ---------------- | ----------------------- |
| 2015  | 21  | 89              | 44     | —                  | —           | —                | 23                      |
| 2016  | 22  | 77              | 30     | —                  | —           | —                | 47                      |
| 2017  | 23  | 52              | 17     | 50                 | —           | —                | 52                      |
| 2018  | 24  | 42              | 22     | 40                 | —           | —                | 5                       |
| 2019  | 25  | 91              | 42     | —                  | —           | —                | —                       |
| 2020  | 26  | 55              | 30     | 26                 | —           | —                | —                       |
| 2021  | 27  | 33              | 14     | 21                 | —           | —                | —                       |
| 2022  | 28  | 22              | 8      | 23                 | —           | —                | —                       |

Станом на 5 січня 2022

### П'єдестали в окремих заїздах
- 1 п'єдестал — (1 ГК); 5 топ-десять

| Сезон | Дата          | Місце проведення        | Дисципліна              | Місце |
| ----- | ------------- | ----------------------- | ----------------------- | ----- |
| 2018  | 26 січня 2018 | Ленцергайде (Швейцарія) | Гірськолижна комбінація | 3-тє  |

## Результати на чемпіонатах світу
Усі результати наведено за даними Міжнародної федерації лижного спорту.
| Рік  | Вік | Слалом | Гігантський слалом | Супергігант | Швидкісний спуск | Гірськолижна комбінація |
| ---- | --- | ------ | ------------------ | ----------- | ---------------- | ----------------------- |
| 2013 | 19  | 31     | —                  | —           | —                | —                       |
| 2015 | 21  | НФ2    | —                  | —           | —                | 11                      |
| 2017 | 23  | 7      | —                  | —           | —                | НФ2                     |
| 2019 | 25  | НФ2    | 31                 | —           | —                | —                       |

## Результати на Олімпійських іграх
Усі результати наведено за даними Міжнародної федерації лижного спорту.
| Рік  | Вік | Слалом | Гігантський слалом | Супергігант | Швидкісний спуск | Гірськолижна комбінація |
| ---- | --- | ------ | ------------------ | ----------- | ---------------- | ----------------------- |
| 2018 | 24  | 24     | 21                 | —           | —                | 11                      |